# Santa Caterina dei Funari
Santa Caterina dei Funari är en kyrkobyggnad i Rom, helgad åt den heliga Katarina av Alexandria. Kyrkan är belägen vid Via dei Funari i Rione Sant'Angelo och tillhör församlingen Santa Maria in Portico in Campitelli. Tillnamnet funari syftar på de repslagare som en gång i tiden hade sina butiker i området.
Kyrkan byggdes om på 800-talet. Påven Paulus III överlämnade den 1534 till Ignatius av Loyola, som i kyrkan stiftade ett sällskap med uppgift att hjälpa medellösa hemlösa flickor. Kardinal Federico Cesi uppdrog åt Guidetto Guidetti att bygga om kyrkan, vilket skedde mellan 1560 och 1564. Kyrkan konsekrerades den 18 november 1565. Guidetti assisterades av Giacomo Barozzi da Vignola och Ottaviano Mascherino. Kyrkans fasad har tidigare attribuerats åt Giacomo della Porta.
Interiören hyser målningar av Annibale Carracci, Girolamo Muziano, Scipione Pulzone, Federico Zuccari, Raffaellino da Reggio, Livio Agresti och Marcello Venusti.

## Bilder
| - Santa Caterina dei Funari. Etsning av Giovanni Battista Falda. |